# NGC 409
NGC 409 es una galaxia elíptica de la constelación de Sculptor. 
Fue descubierta el 29 de noviembre de 1837 por el astrónomo John Herschel.